# Adolf-Grimme-Preis 1976
Der 13. Adolf-Grimme-Preis wurde 1976 verliehen. Die Preisverleihung fand am 18. März 1976 im Theater Marl statt.
Im Rahmen der Veranstaltung wurde neben dem Grimme-Preis auch weitere Auszeichnungen anderer, des Kultusministers von Nordrhein-Westfalen sowie der Marler Gruppe und des Stifterverbands für die Deutsche Wissenschaft, vergeben.

## Preisträger

### Adolf-Grimme-Preis mit Gold
- Eberhard Fechner (für Buch und Regie zu Unter Denkmalschutz)

### Adolf-Grimme-Preis mit Silber
- Wolfgang Glück (Regie), Lida Winiewicz (Buch), Michail Füting (Redaktion) und Felix von Manteuffel (stellvertretend für das Darstellerteam) (für die Sendereihe Reden und reden lassen)
- Wolf Gauer (für Buch und Regie zu Iracema)

### Adolf-Grimme-Preis mit Bronze
- Alfred Mensack (Redaktion) und Michael Leckebusch (Regie) (für die Sendung III nach Neun)
- Dieter Hildebrandt (für die Produktion von Notizen aus der Provinz, ZDF)
- Günter Keils (Kamera) und Wolfgang Drescher (Buch) (für die Sendung Vor Ort: Bürger gegen Atomkraftwerk Wyhl)
- Hans-Jürgen Bersch (Redaktion), Hans Kuhn (Buch, stellvertr.) und Manfred Samal (Regie) (für die Sendereihe Studienprogramm Chemie, ZDF)

### Besondere Ehrung
- Klaus von Bismarck (für große Verdienste um den Rundfunk)

### Ehrende Anerkennung
- Heinz Grossmann und Erhard Klöss (für die Redaktion von Bittere Medizin, HR, WDR)
- Wolfram Zobus und Heinrich Kremer (für die Regie bei Freigänger, ZDF)
- José Montes-Baquer (für die Regie bei Impressions de la Mongolie. Hommage à Raymond Roussel, WDR)
- Werner Herzog (für Buch und Regie zu Die große Ekstase des Bildschnitzers Steiner, SDR)
- Götz Friedrich (für Buch und Regie zu Salome, ZDF)

### Sonderpreis des Kultusministers von Nordrhein-Westfalen
- Eberhard Fechner (für die Regie bei Tadellöser & Wolf (1), ZDF)
- Roman Brodmann (für die Regie bei Die grünen Menschen auf Intensiv 1, SDR)

### Förderpreis des Stifterverbands für die Deutsche Wissenschaft
- Karl Wiehn (für die Regie bei Im Rollstuhl leben – Sigrid Albracht, WDR)

### Publikumspreis der Marler Gruppe
- Impressions de la Mongolie. Hommage à Raymond Roussel, WDR
- Erika Runge (für die Sendung Michael oder die Schwierigkeiten mit dem Glück, WDR)